# Cripta Armenească din Tulgheș
Cripta armenească din Tulgheș este o clădire istorică construită de meșteri armeni creștini pe la începutul secolului XX. Clădirea are formă geometrică hexagonală și este compusă din trei nivele:
- Subsol (Sub nivelul solului din partea de răsărit)
- Parter (La nivelul solului din spatele clădiri)

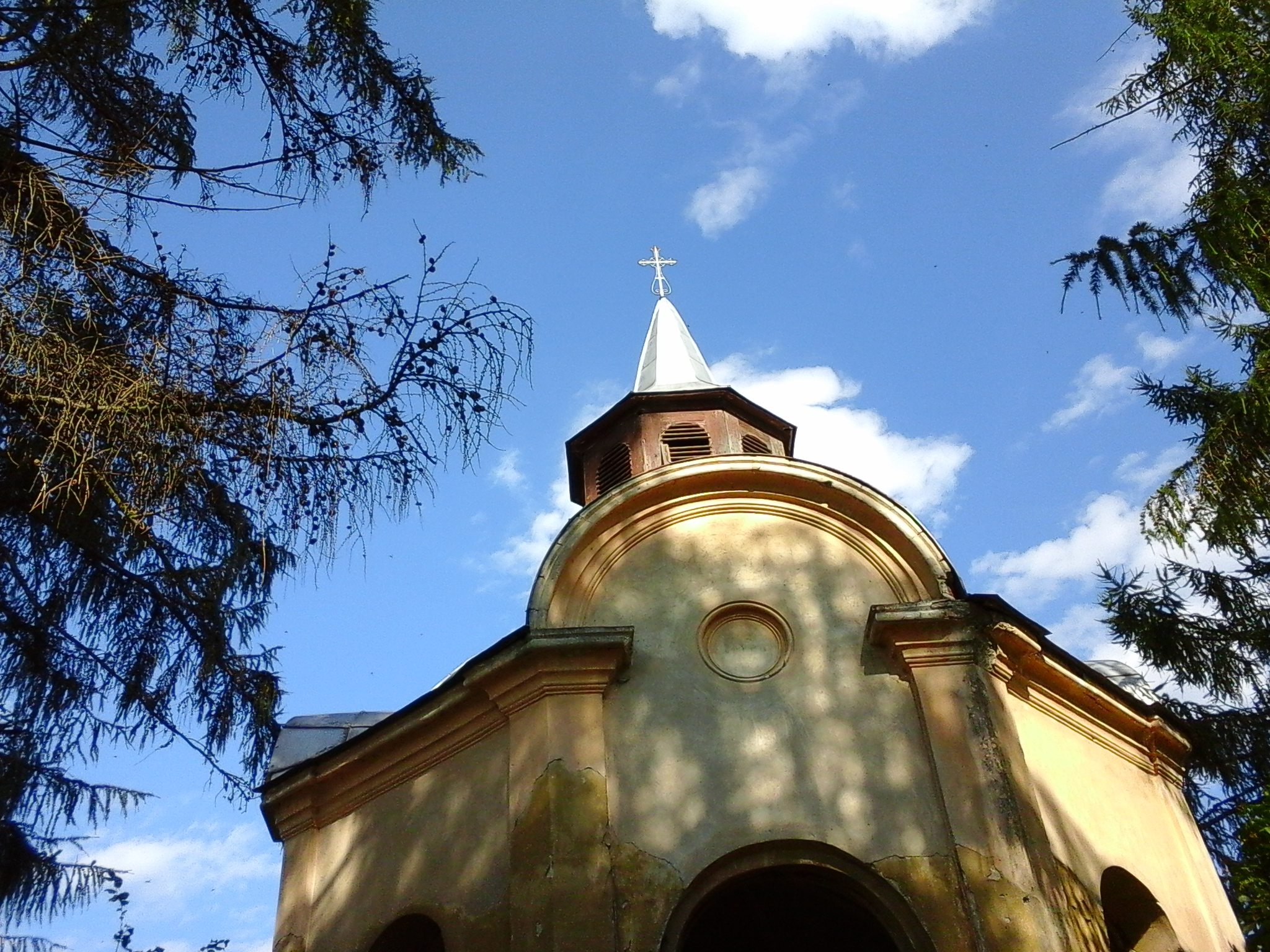
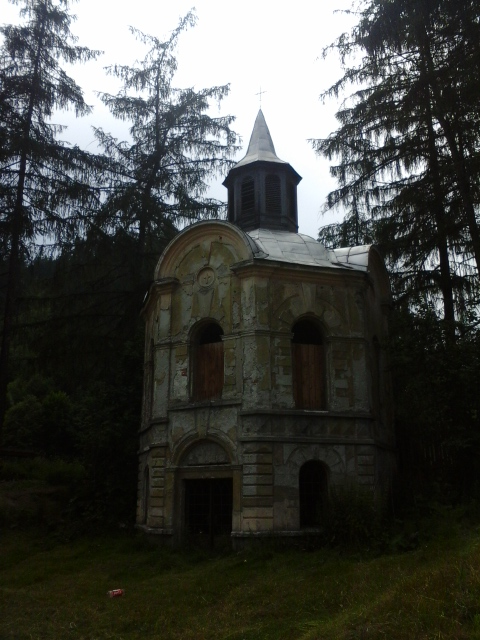
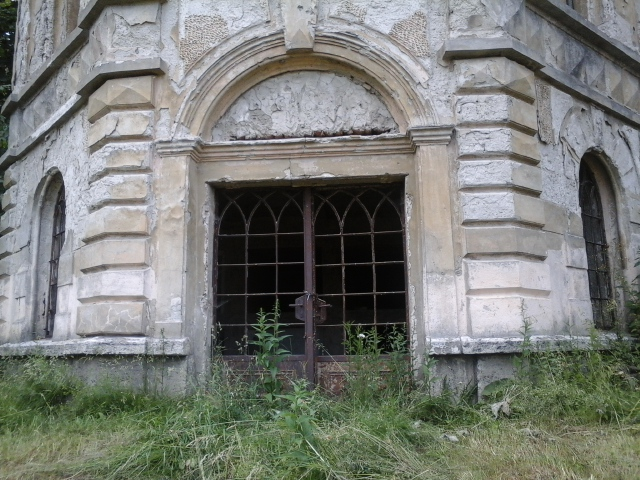

- Turn (?Clopotniță?)